# Ярославська сільська рада (Летичівський район)
Яросла́вська сільська́ ра́да — адміністративно-територіальна одиниця та орган місцевого самоврядування в Летичівському районі Хмельницької області. Адміністративний центр — село Ярославка.

## Загальні відомості
Ярославська сільська рада утворена в 1944 році.
- Територія ради: 34,12 км²
- Населення ради: 760 осіб (станом на 2001 рік)
- Територією ради протікає річка Бужок

## Населені пункти
Сільській раді підпорядковані населені пункти:
- с. Ярославка

## Склад ради
Рада складається з 12 депутатів та голови.
- Голова ради: Бубська Галина Григорівна
- Секретар ради: Кузка Катерина Миколаївна

### Керівний склад попередніх скликань
| Прізвище, ім'я, по батькові | Основні відомості                                                 | Дата обрання | Дата звільнення |
| --------------------------- | ----------------------------------------------------------------- | ------------ | --------------- |
| Бубська Галина Григорівна   | Сільський голова, 1960 року народження, освіта вища, позапартійна | 26.03.2006   | 31.10.2010      |
| Бубська Галина Григорівна   | Сільський голова, 1960 року народження, освіта вища, позапартійна | 31.10.2010   |                 |

Примітка: таблиця складена за даними сайту Верховної Ради України

### Депутати
За результатами місцевих виборів 2010 року депутатами ради стали:

#### За суб'єктами висування
| Суб'єкт висування           | Кількість обраних депутатів | %    |
| --------------------------- | --------------------------- | ---- |
| Самовисування               | 5                           | 41,7 |
| Комуністична партія України | 2                           | 16,7 |
| Народна Екологічна партія   | 2                           | 16,7 |
| Партія регіонів             | 2                           | 16,7 |
| Народна партія              | 1                           | 8,3  |

#### За округами
| № округу                    | Прізвище, ім'я, по батькові    | Дата визнання обраним | Освіта             | Партійна приналежність            | Відомості про обраного депутата                          |
| --------------------------- | ------------------------------ | --------------------- | ------------------ | --------------------------------- | -------------------------------------------------------- |
| Комуністична партія України |                                |                       |                    |                                   |                                                          |
| 4                           | Тімош Тетяна Григорівна        | 03.11.2010            | середня            | позапартійна                      | тимчасово не працює                                      |
| 6                           | Слободзян Василь Павлович      | 03.11.2010            | середня            | член Комуністичної партії України | пенсіонер                                                |
| Народна Екологічна партія   |                                |                       |                    |                                   |                                                          |
| 3                           | Паламарчук Пелагея Оксентіївна | 03.11.2010            | середня спеціальна | член Народної Екологічної партії  | тимчасово не працює                                      |
| 5                           | Тімош Валерій Іванович         | 03.11.2010            | середня            | член Народної Екологічної партії  | тимчасово не працює                                      |
| Народна Партія              |                                |                       |                    |                                   |                                                          |
| 9                           | Кузка Катерина Миколаївна      | 03.11.2010            | вища               | член Народної партії              | с. Ярославка, секретар Ярославської сільської ради       |
| Партія регіонів             |                                |                       |                    |                                   |                                                          |
| 7                           | Ріхерд Ольга Василівна         | 03.11.2010            | середня спеціальна | позапартійна                      | с. Ярославка, начальник Ярославського відділення зв'язку |
| 10                          | Слободзян Надія Сергіївна      | 03.11.2010            | середня спеціальна | позапартійна                      | ВАТХмельницький рибгосп, продавець                       |
| Самовисування               |                                |                       |                    |                                   |                                                          |
| 1                           | Миськова Тетяна Григорівна     | 03.11.2010            | середня            | позапартійна                      | с. Ярос-лавка, продавець                                 |
| 2                           | Ковбасюк Андрій Іванович       | 03.11.2010            | середня            | позапартійний                     | тимчасово не працює                                      |
| 8                           | Бубський Микола Петрович       | 03.11.2010            | середня            | позапартійний                     | тимчасово не працює                                      |
| 11                          | Коваль Андрій Анатолійович     | 03.11.2010            | вища               | позапартійний                     | Ярославська загальноосвітня школа I-III ст., вчитель     |
| 12                          | Лабунський Павло Іванович      | 03.11.2010            | вища               | позапартійний                     | пенсіонер                                                |